# Hviderusland ved OL
Hviderusland deltog første gang i olympiske lege som selvstændig nation under Vinter-OL 1994 på Lillehammer. Tidligere har udøvere fra Hviderusland deltaget som en del af Sovjetunionen (1952–1988) og SNG (1992).

## Medaljeoversigt
| Hvideruslands medaljer under de olympiske sommerlege | Hvideruslands medaljer under de olympiske sommerlege | Hvideruslands medaljer under de olympiske sommerlege | Hvideruslands medaljer under de olympiske sommerlege | Hvideruslands medaljer under de olympiske sommerlege | Hvideruslands medaljer under de olympiske sommerlege |                     | Hvideruslands medaljer under de olympiske vinterlege | Hvideruslands medaljer under de olympiske vinterlege | Hvideruslands medaljer under de olympiske vinterlege | Hvideruslands medaljer under de olympiske vinterlege | Hvideruslands medaljer under de olympiske vinterlege | Hvideruslands medaljer under de olympiske vinterlege |
| Lege                                                 | Guld                                                 | Sølv                                                 | Bronze                                               | Totalt                                               | Rang                                                 | Lege                | Guld                                                 | Sølv                                                 | Bronze                                               | Totalt                                               | Rang                                                 |                                                      |
| 1952–1988                                            | som en del af Sovjetunionen                          | som en del af Sovjetunionen                          | som en del af Sovjetunionen                          | som en del af Sovjetunionen                          | som en del af Sovjetunionen                          | 1956–1988           | som en del af Sovjetunionen                          | som en del af Sovjetunionen                          | som en del af Sovjetunionen                          | som en del af Sovjetunionen                          | som en del af Sovjetunionen                          |                                                      |
| 1992 Barcelona                                       | som en del af SNG                                    | som en del af SNG                                    | som en del af SNG                                    | som en del af SNG                                    | som en del af SNG                                    | 1992 Albertville    | som en del af SNG                                    | som en del af SNG                                    | som en del af SNG                                    | som en del af SNG                                    | som en del af SNG                                    |                                                      |
| 1996 Atlanta                                         | 1                                                    | 6                                                    | 8                                                    | 15                                                   | 37                                                   | 1994 Lillehammer    | 0                                                    | 2                                                    | 0                                                    | 2                                                    | 15                                                   |                                                      |
| 2000 Sydney                                          | 3                                                    | 3                                                    | 11                                                   | 17                                                   | 23                                                   | 1998 Nagano         | 0                                                    | 0                                                    | 2                                                    | 2                                                    | 20                                                   |                                                      |
| 2004 Athen                                           | 2                                                    | 6                                                    | 7                                                    | 15                                                   | 26                                                   | 2002 Salt Lake City | 0                                                    | 0                                                    | 1                                                    | 1                                                    | 23                                                   |                                                      |
| 2008 Beijing                                         | 4                                                    | 4                                                    | 9                                                    | 17                                                   | 16                                                   | 2006 Torino         | 0                                                    | 1                                                    | 0                                                    | 1                                                    | 21                                                   |                                                      |
| 2012 London                                          | 2                                                    | 5                                                    | 5                                                    | 12                                                   | 26                                                   | 2010 Vancouver      | 1                                                    | 1                                                    | 1                                                    | 3                                                    | 17                                                   |                                                      |
| 2016 Rio de Janeiro                                  | 1                                                    | 4                                                    | 4                                                    | 9                                                    | 40                                                   | 2014 Sotji          | 5                                                    | 0                                                    | 1                                                    | 6                                                    | 8                                                    |                                                      |
| 2020 Tokyo                                           | 1                                                    | 3                                                    | 3                                                    | 7                                                    | 45                                                   | 2018 Pyeongchang    | 2                                                    | 1                                                    | 0                                                    | 3                                                    | 15                                                   |                                                      |
| Totalt                                               | 14                                                   | 31                                                   | 47                                                   | 92                                                   |                                                      | Totalt              | 8                                                    | 5                                                    | 5                                                    | 18                                                   |                                                      |                                                      |